# 八方通訊
香港電訊管理局於1996年九月發出6個提供個人通訊服務（PCS）的牌照。第二間推出PCS（GSM1800）網絡的電訊公司是八方通訊。八方通訊於1998年被數碼通收購，成為獨立品牌 Extra，後來更被數碼通合併成數碼通雙頻網絡。